# Köngernheim
Köngernheim település Németországban, Rajna-vidék-Pfalz tartományban. Lakosainak száma 1295 fő (2023. december 31.).

## Népesség
A település népességének változása:
| Lakosok száma | 591  | 1327 | 1310 | 1322 | 1300 | 1295 |
|               | 1975 | 2017 | 2019 | 2021 | 2022 | 2023 |